# Курінний Петро Петрович
Петро́ Петро́вич Курінни́й (нар.1 травня 1894, Умань — пом.25 жовтня 1972, Мюнхен) — український історик, археолог, етнограф, музеєзнавець, організатор пам'яткоохоронної справи. Дійсний член Наукового товариства імені Шевченка (1947) та Міжнародної вільної академії наук у Парижі (1951).

## Життєпис
Народився в місті Умань у родині адвоката. Вже під час навчання в гімназії проводив самостійні археологічні дослідження на Уманщині, Звенигородщині, Липовеччині, Черкащині (1911—1913 рр.).
Заснував Уманську філію Київського товариства охорони пам'яток старовини та мистецтва (1913—1918).
Протягом 1913—1917 рр. навчався у Київському університеті, пройшов стажування з археології у Бориса Фармаковського, Миколи Біляшівського та Вікентія Хвойки. Від 1915 — секретар історико-географічного гуртка при Київському університеті, дійсний член Саратовської губернської вченої архівної комісії (1917). 1917 р. обраний на посаду вченого секретаря Центрального комітету охорони пам'яток старовини і мистецтва в Україні.
Від 1918 — учитель історії, з 1921 — директор Уманської чоловічої гімназії. Водночас був фундатором та директором новозаснованого Соціально-історичного музею Уманщини (з 1921). Від 1924 — директор Музею культів і побуту. 1926—1932 — директор Державного історико-культорного заповідника «Всеукраїнський музейний городок». Водночас з 1924 — дійсний член Всеукраїнського археологічного комітету, з 1926 — секретар Трипільської комісії, з 1929 — учений секретар Всеукраїнського археологічного комітету. Був головним редактором збірника «Український музей» (1927). 1928—1930 — науковий співробітник кафедри мистецтвознавства при ВУАН.
Заарештований 1933 р. за сфабрикованими звинуваченнями в «антирадянській діяльності» і протягом 5 років не мав права працювати за фахом.
У 1938—1941 рр. — старший науковий співробітник Інституту археології АН УРСР, консультант Центрального історичного музею УРСР.
У роки Німецько-радянської війни 1941—1945 рр. під час гітлерівської окупації: 1941 — інспектор охорони пам'яток міської управи м. Харків, з 1942 р. — заступник директора Краєвого музею первісної та стародавньої історії в Києві. 1943 р. супроводжував потяг із фондами українських музеїв, які вивозила окупаційна влада з території України до Кракова, а згодом — до м. Гохштадт-ам-Майн (Німеччина). З цього часу — на еміграції (з лютого 1944 проживав у Німеччині).
Став одним із організаторів Української вільної академії наук (Німеччина, 1945). Від 1946 — науковий співробітник Інституту мартирології в Мюнхені, з 1947 — професор церковної археології Богословської академії УАПЦ. Наприкінці 1940-х років обраний професором Українського вільного університету (м. Мюнхен) на кафедрі археології та етнографії (працював там до 1972 р.). Після переїзду центральних органів академії до США — президент УВАН на Європу. 1954—1961 рр. очолював українську редакцію Інституту з вивчення СРСР, що видавав «Українські збірники» (17 випусків протягом 1954—1969 рр.).
Досліджував пам'ятки трипільської культури та білогрудівської культури, давньоруські пам'ятки Києва. Приділив увагу визначенню топографічних меж та зв'язкам трипільської протоцивілізації з іншими культурами. Висунув та обґрунтував гіпотезу про спорудження Київського Свято-Михайлівського Золотоверхого собору не 1108 року, а за великого князя київського Ізяслава Ярославича — 1054—1078 початково як церкви св. Димитрія Солунського, визначив українське авторство наявних у соборі мозаїк та фресок.

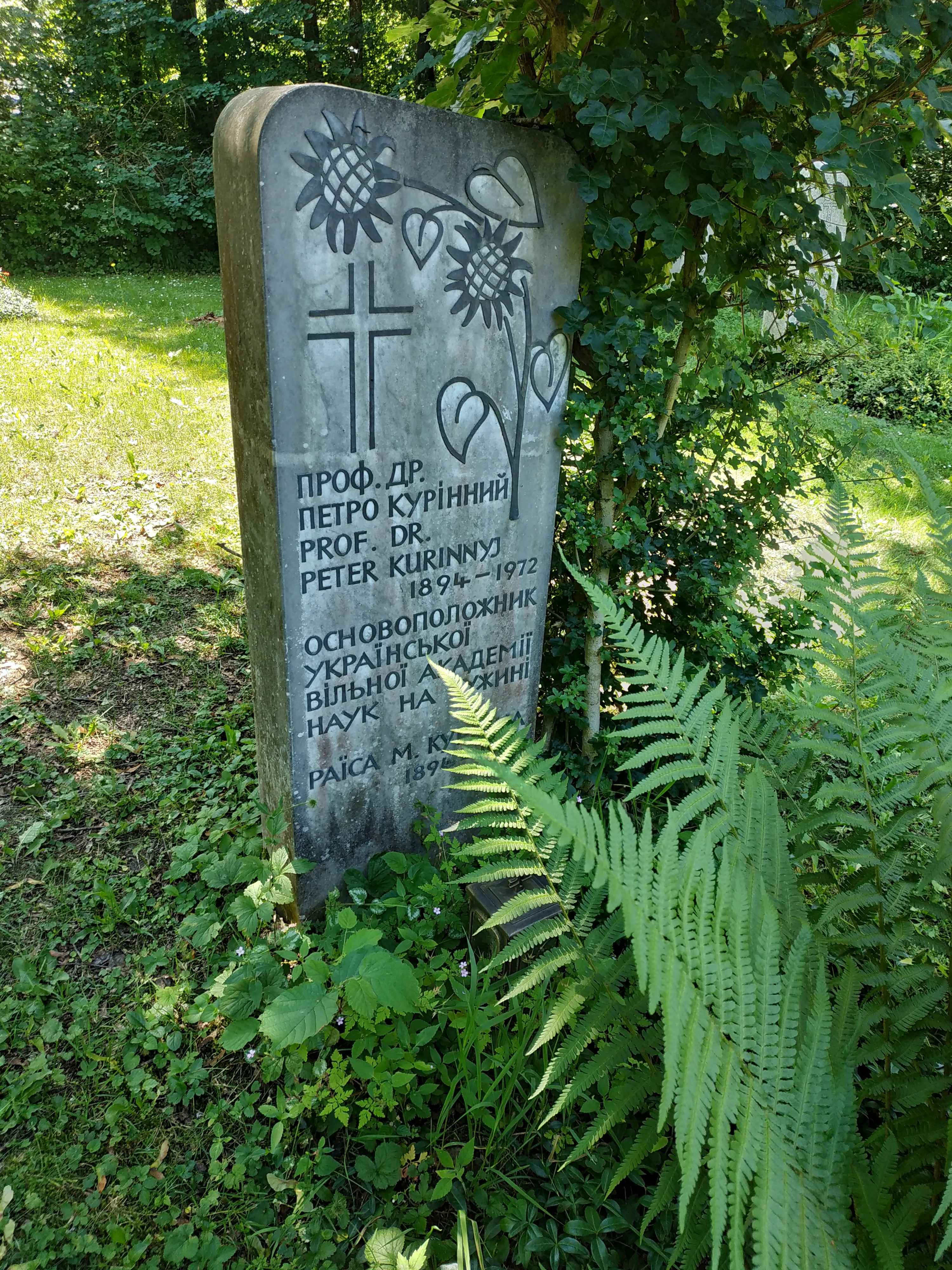
Могила др. П.Курінного, сектор 430

Помер у місті Мюнхені. Похований на цвинтарі Вальдфрідгоф (Мюнхен) в секторі 430.

## Вшанування пам'яті
В Києві існує вулиця Петра Курінного.

## Твори
- Монументальні пам'ятки трипільської культури. В кн.: Трипільська культура на Україні, вип. 1. К., 1926
- Білогрудівські кам'яні стели. «Записки Всеукраїнського археологічного комітету», т. 1. К., 1932
- Історичні плани Києва. Аугсбург, 1946
- Нариси з історії української археології. Мюнхен, 1947
- Історія археологічного знання про Україну. Мюнхен, 1970; Полтава 1994
- Передісторія та рання історія України на підставі археологічних джерел. Мюнхен, 1970.
- Курінний П. Лаврські інтролігатори XVII—XVIII століття / Петро Курінний ; Укр. наук. ін-т книгозн. — Київ: б. в., 1926. — 38 с. [Архівовано 21 лютого 2019 у Wayback Machine.]